# Абакано-Перевоз
Абакано-Перевоз — село в Боградском районе Хакасии. Входит в состав Троицкого сельсовета. На окраине села расположена Писаница Абакано-Перевоз, на которую чёрной и красной красками нанесены 78 монгольских надписей в 113 строк.

## История

### XIX—XX века
Село основано в 1896 году под названием Хохлы. В него приезжали люди с многих других регионов Российской Империи. Жители занимались разведением скота, кустарным мастерством. Со временем, оно стало связывающим звеном между многими населёнными пунктами левого и правого берега реки Енисей, где перевозили людей и подводы с одного берега на другой. Благодаря этому и появилось название Абакано-Перевоз.

### Затопление
В 1962 году, из-за строительства Красноярской ГЭС и образования Красноярского водохранилища, населённый пункт был затоплен. Из-за этого село пришлось перенести на ранее необжитую территорию.

### После затопления
В нынешнее время село пользуется популярностью в основном у местных рыбаков, желающих порыбачить в Красноярском водохранилище. Постоянное население уменьшается, его составляют в основном пожилые люди.

## География
Находится в 31 км на северо-восток от села Боград — административного центра района. Расположено на берегу Енисея.

## Население
| 2002 | 2010 |
| ---- | ---- |
| 193  | ↘149 |

## Инфраструктура
Село разделено на 15 улиц (Бограда, Гаврилова, Гагарина, Зелёная, Калинина, Комарова, Кузнечная, Новая, Октябрьская, Панфилова, Первомайская, Советская, Степная, Фрунзе, Южная).